# Ladislav Kuna
Ladislav Kuna   (Hlohovec, 3 d'abril de 1947 - Bratislava, 1 de febrer de 2012) fou un futbolista eslovac de la dècada de 1960.
Fou 47 cops internacional amb la selecció txecoslovaca amb la qual participà en la Copa del Món de Futbol de 1970.
Pel que fa a clubs, defensà els colors de Spartak Trnava.

## Palmarès
Spartak Trnava
- Lliga txecoslovaca de futbol
  - 1968, 1969, 1971, 1972, 1973
- Copa txecoslovaca de futbol
  - 1967, 1971, 1975
- Copa eslovaca de futbol
  - 1971, 1975
- Copa Mitropa
  - 1967